# بلوویل (ویرجینیای غربی)
بلوویل (به انگلیسی: Blueville) یک منطقهٔ مسکونی در ایالات متحده آمریکا است که در شهرستان تیلور، ویرجینیای غربی واقع شده‌است. بلوویل ۳۶۲٫۱۱ متر بالاتر از سطح دریا واقع شده‌است.